# Dean Kiely
Dean Lawrence Kiely (Salford, 1970. október 10. –), ír válogatott labdarúgókapus.
Az ír válogatott tagjaként részt vett a 2002-es világbajnokságon.

## Sikerei, díjai
Charlton Athletic
- Angol másodosztályú bajnok (1): 1999–2000

West Bromwich
- Angol másodosztályú bajnok (1): 2007–08